# ZIP-kod

ZIP-kodszoner i USA.

ZIP-koder (en akronym för "Zone Improvement Plan") är en kod som infördes 1963 av det amerikanska federala postverket som ett sätt att snabba på förmedlandet av brev. Koderna, som är USA:s version av postnummer, syftar på en postsorteringscentral. 
Från början var koden femsiffrig, men 1983 infördes en variant med fem siffror, talstreck och fyra siffror som anger mer exakt destination inom området.

## Indelning
ZIP-kodernas första siffra representerar en särskild grupp av delstater, den andra och tredje syftar på en region inuti den gruppen eller en större stad, och de fjärde och femte siffrorna pekar på en leveransadress inuti den regionen. De flesta ZIP-koder håller sig inom en delstat, men i vissa fall kan en ZIP-kod korsa delstatsgränser då det ger snabbare leveranser. Den första siffran börjar räkna uppåt från New England-regionen (söderut) och därefter gradvis västerut, enligt följande:
- 0 = Connecticut (CT), Massachusetts (MA), Maine (ME), New Hampshire (NH), New Jersey (NJ), New York (NY, Fishers Island enbart), Puerto Rico (PR), Rhode Island (RI), Vermont (VT), Virgin Islands (VI), Army Post Office Europe (AE), Fleet Post Office Europe (AE)
- 1 = Delaware (DE), New York (NY), Pennsylvania (PA)
- 2 = District of Columbia (DC), Maryland (MD), North Carolina (NC), South Carolina (SC), Virginia (VA), West Virginia (WV)
- 3 = Alabama (AL), Florida (FL), Georgia (GA), Mississippi (MS), Tennessee (TN), Army Post Office Americas (AA), Fleet Post Office Americas (AA)
- 4 = Indiana (IN), Kentucky (KY), Michigan (MI), Ohio (OH)
- 5 = Iowa (IA), Minnesota (MN), Montana (MT), North Dakota (ND), South Dakota (SD), Wisconsin (WI)
- 6 = Illinois (IL), Kansas (KS), Missouri (MO), Nebraska (NE)
- 7 = Arkansas (AR), Louisiana (LA), Oklahoma (OK), Texas (TX)
- 8 = Arizona (AZ), Colorado (CO), Idaho (ID), New Mexico (NM), Nevada (NV), Utah (UT), Wyoming (WY)
- 9 = Alaska (AK), Amerikanska Samoa (AS), Kalifornien (CA), Guam (GU), Hawaii (HI), Marshallöarna (MH), Mikronesiska federationen (FM), Nordmarianerna (MP), Oregon (OR), Palau (PW), Washington (WA), Army Post Office Pacific (AP), Fleet Post Office Pacific (AP)